# Aubrey de Grey
Aubrey de Grey (Londen, 20 april 1963) is een Brits biomedisch gerontoloog en bio-informaticus aan de afdeling genetica van de Universiteit van Cambridge.
De Grey zet zich in om de ontwikkeling van een genezing van ouderdom te versnellen, een medisch doel dat hij de naam 'engineered negligible senescence' meegeeft, waarbij 'senescence' staat voor de biologische aftakeling door ouderdom. Om een genezing van ouderdomsverschijnselen te bewerkstelligen richt hij zich op zeven domeinen van het biologisch verouderingsproces die hij medisch wil behandelen. Volgens De Grey zijn de eerste mensen al geboren die duizend jaar oud worden.

## Biografie
Voordat hij zich op biologie toelegde, was De Grey een computerwetenschapper. In 1985 ontving hij een B.A. in computerwetenschappen. In 1995 verlegde hij zijn interesse naar de bio-gerontologie en schreef hij het boek 'The Mitochondrial Free Radical Theory of Aging'. Het boek werd gunstig ontvangen in de medische wereld wegens de bijdragen van De Grey aan de moleculaire biologie van mitochondria in het ouderdomsproces. In het boek beweerde De Grey onder andere dat herstellen van schade aan de mitochondria levensverlengend zou zijn, maar hij vermeldde erbij dat cumulatieve schade aan de mitochondria niet de enige dominante oorzaak van het verouderingsproces zou zijn. Als waardering voor zijn boek over mitochondria en andere publicaties verleende de universiteit van Cambridge De Grey in 2000 een doctoraat in biologie.
Over zijn achtergrond als computerwetenschapper (in genetica) zegt Aubrey zelf het volgende:
Er zijn echt belangrijke verschillen tussen de creativiteit van een ingenieur en een wetenschapper. Het betekent dat ik op een andere manier nadenk en om die reden is mijn aanpak anders dan die van een wetenschapper.

Hij beweert dat de fundamentele kennis om levensverlengende medicijnen te maken reeds bestaat en dat de wetenschap vooruit loopt op de subsidies. De Grey vergelijkt ons lichaam met een auto. Als we veel met onze auto rijden verslijt de motor. Een automonteur kan ervoor zorgen dat de auto langer kan doorrijden, door de opgelopen schade te herstellen. De Grey zoekt als ingenieur naar manieren om de ouderdomsschade van ons lichaam te herstellen. Het geheel van geaccumuleerde nevenverschijnselen van metabolisme is volgens hem hetgeen ons uiteindelijk de dood injaagt. 
Ouder worden is echt barbaars. Men zou het moeten verbieden. Ik heb geen behoefte aan enig ethisch argument. Ik heb geen enkel argument nodig. Mensen laten sterven is slecht.

De Grey is dan ook voorstander van levensverlenging.
De Grey is ook hoofduitgever van 'The Rejuvenation Research journal' dat handelt over thema's rond engineered negligible senescence (SENS). SENS heeft als doel ouderdomsaftakeling van verstand en lichaam te voorkomen. Samen met David Gobel heeft hij het 'Metusalem muis prijzenfonds' opgericht. De prijs heeft als doel research in levensverlenging te stimuleren. Een deel van het bedrag gaat naar de wetenschapper die zijn muis het langst kan laten leven. De huidige recordhouder is wetenschapper Andrzej Bartke die zijn muis 1819 dagen (bijna 5 jaar) kon laten leven daar waar de normale leeftijd van die beestjes 2 à 3 jaar is. In november 2005 was het totale prijzenfonds 3 miljoen dollar waard.
In 2021 verklaarden enkele jonge vrouwen dat ze seksueel lastig waren gevallen door De Grey. Een van hen had, toen ze nog net minderjarig was, seksueel getinte berichten van hem gekregen en een ander was onder druk gezet om met mogelijke donateurs te slapen om hen zo te verleiden meer te doneren. De Grey werd hierna ontslagen bij SENS.